# اچ‌دی ۱۳۱۸۹

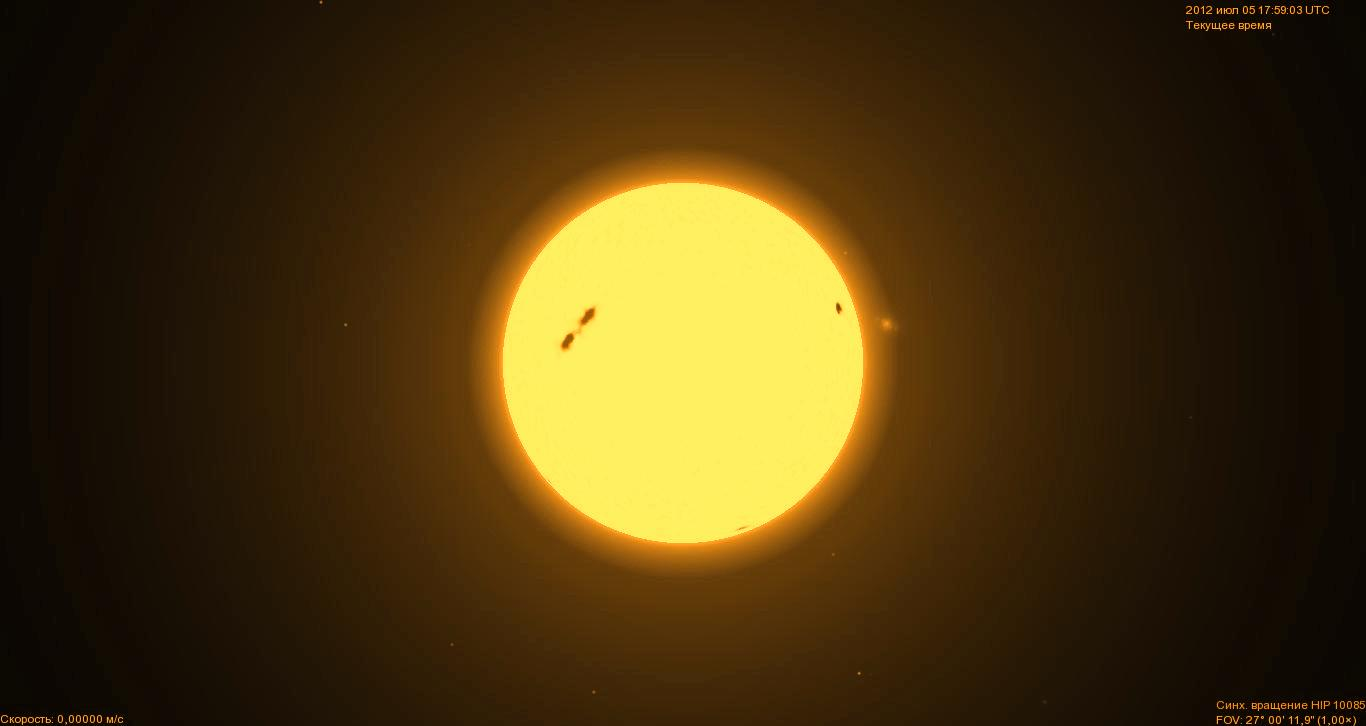
ستاره اچ‌دی ۱۳۱۸۹ ، که در سلستیا دیده می شود.

اچ‌دی ۱۳۱۸۹ یک ستاره است که در صورت فلکی سه‌سو قرار دارد.